# Ludowa Partia Timoru Wschodniego

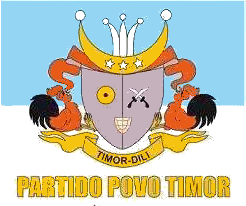
Logo LPTW

Ludowa Partia Timoru Wschodniego (LPTW, port. Partido do Povo de Timor) – konserwatywna partia działająca w Timorze Wschodnim, założona 7 maja 2000 r.

## Wyniki polityczne
W wyborach w 2001 LPTW zdobyło 2,0% głosów i 2 z 88 możliwych mandatów. W kolejnych wyborach wraz z partią Klibur Oan Timor Asuwain koalicja zdobyła 3,2% głosów, otrzymując 2 mandaty w parlamencie.